# Kittisak Boontha
Kittisak Boontha (thailändisch กิตติศักดิ์ บุญถา, * 30. Oktober 1992 in Bangkok) ist ein thailändischer Fußballspieler.

## Karriere
Kittisak Boontha stand von 2013 bis Mitte 2014 beim Osotspa FC unter Vertrag. Wo er vorher gespielt hat, ist unbekannt. Der Verein spielte in der ersten Liga des Landes, der Thai Premier League. Für Osotspa absolvierte er ein Erstligaspiel. Zur Rückserie 2014 wechselte er zum Ligakonkurrenten Samut Songkhram FC nach Samut Songkhram. Für Samut stand er 13-mal in der ersten Liga auf dem Spielfeld. Nach Ende der Saison musste er mit Samut in die zweite Liga absteigen. Wo er 2015 unter Vertrag stand, ist unbekannt. 2016 nahm ihn sein ehemaliger Verein, der sich mittlerweile in Super Power Samut Prakan FC umbenannt hatte, unter Vertrag. Bis Mitte 2017 absolvierte er für Super Power ein Spiel in der ersten Liga. Nach der Hinserie 2017 unterschrieb er einen Vertrag beim Drittligisten Ayutthaya United FC. Der Verein aus Ayutthaya spielte in der dritten Liga, der Thai League 3. Hier spielte der Verein in der Upper Region. 2018 feierte er mit dem Verein die Vizemeisterschaft und den Aufstieg in die zweite Liga. Anfang 2020 verpflichtete ihn der Uttaradit FC. Der Verein aus Uttaradit spielte in der vierten Liga des Landes, der Thai League 4. Mit dem Verein spielte er zweimal in der Northern Region. Nach zwei Spieltagen wurde die Liga wegen der COVID-19-Pandemie unterbrochen. Während der Unterbrechung wechselte er zum Drittligisten Lamphun Warrior FC nach Lamphun. Mit Lamphun spielte in der Upper Region der dritten Liga. Nach dem zweiten Spieltag 2020 wurde die dritte Liga wegen der COVID-19-Pandemie unterbrochen. Nach Wiederaufnahme des Spielbetriebes im Oktober wurde die Thai League 4 und die Thai League 3 zusammengelegt. Die Warriors wurden der Northern Region zugeteilt. In der Northern Region wurde man Meister. In den Aufstiegsspielen zur zweiten Liga wurde man Erster und stieg somit in die zweite Liga auf. Nach dem Aufstieg verließ er den Verein und wechselte zum Drittligisten Uttaradit FC. Mit dem Klub aus Uttaradit spielte er ebenfalls in der Northern Region.

## Erfolge
Ayutthaya United FC
- Thai League 3 – Upper: 2018 (Vizemeister)  ▲

Lamphun Warrior FC
- Thai League 3 – North: 2020/21
- Thai League 3 – National Championship: 2020/21  ▲